# ウィンチェスター・ミステリー・ハウス
ウィンチェスター・ミステリー・ハウス（英: Winchester Mystery House）は、アメリカ合衆国カリフォルニア州サンノゼにある屋敷の名称。いわゆる幽霊屋敷とされる観光建物。

## 概要
この屋敷はかつて38年もの間絶えず建設がつづけられており、呪われているという噂がある。屋敷はその昔、銃のビジネスで成功を収めた実業家ウィリアム・ワート・ウィンチェスター（ウィンチェスター・リピーティングアームズ2代目）の未亡人、サラ・ウィンチェスターの個人邸宅であったが、現在は観光地と化している。このサラの指示の下、38年後の1922年9月5日に彼女が死亡するまで、実に24時間365日、屋敷の建設工事が続けられた。こうした続けざまの建設工事費は、およそ550万ドルと見積もられている。
屋敷はその巨大さと設計の基本計画が無いことで有名である。一般に信じられている話によると、サラ・ウィンチェスターは屋敷がウィンチェスター銃によって殺された人々の霊によって呪われており、それらが邸宅内で及ぼすと予想した霊障からいつでも逃れる為の隠し部屋・秘密通路をひたすら増築し続け備えておく事しか方法がないと妄執していたとされている。屋敷はサンノゼの525 サウス・ウィンチェスター通りに位置している。
また、サラ・ウィンチェスターはリウマチを患っており、暖かい地域で過ごした方が良いとの医者からの助言で西のカリフォルニア州へと引っ越した。歯がなかった為に新聞社からの取材も一切受けなかった事や東洋人を雇っていたことで様々な臆測が広まったとされている。
奇妙な屋敷の理由としてはサラ・ウィンチェスターの実家が建設業であった事で、サラ・ウィンチェスター自身も建築に興味があり実際にサラ・ウィンチェスターが設計した物を建築してもらっていた。例えばリウマチで階段昇降を楽にする為に階段を低くしたりといった工夫がされている。また、カリフォルニアでの地震の影響で建物が崩れてしまい、それをそのままの状態となってしまっていたり、壁で塞いだ事で奇妙な感じとなってしまった。

## 発端

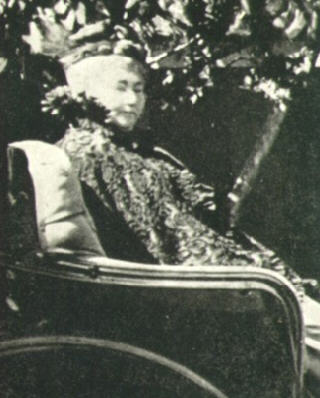
サラ・ウィンチェスター

1866年に娘のアニーを、そして1881年に夫を亡くし、深い悲しみに暮れ慰みを求めていたサラ・ウィンチェスターは、友人のアドバイスにより霊媒師の助言を求めた。通説によれば、「ボストンの霊媒師」の通り名で知られていたこの霊媒師が、ウィンチェスター家が代々製造してきた銃が多くの人々の命を奪ってきたため、一家にかけられた呪いが存在するとサラに告げたのだという。さらに霊媒師は、銃のせいで幾千という人々が死に、彼らの魂がいま復讐の機会を求めているのだと告げたのである。異論はあるものの多くの人々から信じられているところによると、ボストン霊媒師はサラ・ウィンチェスターに、コネチカット州ニューヘイブンにある自宅を出て西へ旅立つことを告げる。加えて、「アメリカ西部へ行き着いたその場所へ、あなた自身とその恐ろしい銃で亡くなった人たちの霊のために家を建てなさい。家の建設を止めてはなりません。あなたがもし建て続ければ、あなたは生き長らえるでしょう。もし止めれば、あなたは死んでしまうでしょう」と伝えた。この物語が本当かどうかは定かではないが、サラ・ウィンチェスターは実際に西へと引っ越し、カリフォルニア州へ定住して彼女の屋敷の建設工事を開始した。
夫の死により、サラ・ウィンチェスターは2千万ドル以上の財産を相続した。また、彼女は銃器製造会社のウィンチェスター・リピーティングアームズの50パーセント近い所有権を受け取り、概算でも1日につき千ドルの収入があったと考えられている。その上、これらの資産は1913年まで課税されなかった。この千ドルの収入は、2006年現在の金額にしておよそ2万1千ドル（2006年の円相場1ドル118円換算で約250万円）に相当する。こうして蓄えられた莫大な資産によって、彼女は屋敷を増築しつづけるための資金投資が可能となった。

## 現在の屋敷
1906年のサンフランシスコ地震が起こる前、ハウスは7階建てで建設されていたが、現在屋敷で一番高いのは4階である。建物は主にセコイア材の骨組みで設計されており、建物の基礎がやや浮動的な造りであったことが、この1906年の地震と1989年に起こったロマ・プリータ地震のいずれに見舞われても、完全に倒壊しなかった理由なのではないかと信じられている。ハウスには40の寝室と2つの舞踏室を含む、およそ160の個室がある。また、47個の暖炉と1万枚の窓ガラス、17の煙突（2つの建設されていた形跡もある）、2つの地下室と3つのエレベーターも存在する。
一時期、ウィンチェスターの資産は65万平方メートル（162エーカー）にも上ったが、現在地所は屋敷と近接する離れ屋が入る最小限の面積である、2万4千平方メートル（4.5エーカー）程となっている。金と銀のシャンデリアや、寄木細工が散りばめられた床・装飾も取り入れられている。その他、屋敷内にはどこへも通じていないドアや階段があり、極めて多くの配色や素材が用いられている。エレベーターが使用できるようになる前は、深刻な関節痛を患っていたサラの便宜を図って、屋敷内のあらゆる部分へと行けるようにする特別な「簡易蹴上げ板」が取り付けられていた。ハウスの塗装には、およそ7万6千リットル（2万ガロン）の塗料が必要とされた。ハウスは途方もない大きさだったため、全ての区画が塗り終わる頃には、次の塗り替えを始めなければならないほどであったという。
蒸気暖房や空気強制暖房、近代的な室内トイレや配管系統、押しボタン式のガス灯に室内配管からの温水シャワーなど、ハウスには当時の建築物において稀にしか見られない便利な設備が見られた。設備には3つのエレベーターもあり、この中の一つにはアメリカ合衆国で唯一の、水平な水圧式エレベーターピストンが含まれている。ハウスには、サラ・ウィンチェスターの信条や、悪意のある霊魂を寄せ付けないよう没頭していたことを反映する、独特な特徴が保持されている。彼女が幸運をもたらすと考えていた数字の13とクモの巣のモチーフは、屋敷中に表されている。例えば、輸入物の高価なシャンデリアにはもともと12個のろうそく立てがあったが、その後13個のろうそくに合うように作り変えられており、その他にも壁の衣服を掛けるフックの数が13の倍数となっており、クモの巣の模様が施されたティファニー製の窓にも、13色の石が含まれている。賞賛の印として、ハウスの現在の管理人は、数字の13の形を模したトピアリー（装飾庭園）の木を創った。
今日では、この屋敷を訪れるいくつかの観光旅行が行なわれており、ハロウィンや13日の金曜日辺りには、夜間に肝だめしツアーが行なわれることもある。

## 他作品への影響
その謎や噂から、映画や漫画作品など、数々の作品に影響を与えている。特に、ハウスは1950年代、テレビ番組の『ユー・アスク・フォー・イット』で多様に取り上げられ、アメリカ中でよく知られることとなった。
文学においては、アメリカのSF作家、ティム・パワーズの小説『アースクエイク・ウェザー』では、ウィンチェスター・ハウスの伝説が組み入れられ、同じく作家のシャーリイ・ジャクスンの作品『ザ・ホーンティング・オブ・ヒルハウス（邦題: なぞの幽霊屋敷）』でもハウスについて触れられている。また、ケイジ・ベイカーの短編『ナイトメア・マウントテン』でも、カリフォルニア州サンノゼを基にした、同様の邸宅と歴史を扱った内容が描かれている。更に、ミカエラ・ロスナーのSF小説『ヴァニシング・ポイント』では、「ウィンチェスター・マンション」の周辺に位置するコミュニティに焦点が当てられている。
映像作品では、スティーヴン・キング脚本のテレビシリーズ『ローズ・レッド』で、その沿革がウィンチェスター・ミステリー・ハウスのものと類似した邸宅が描かれている。この映画はロケーションも同じ場所で行われているが、スペースの小ささやストリート、近隣の建設工事のため、ワシントン州レイクウッドにあるアメリカン・レイクの邸宅で映画の撮影を余儀なくされた。また、ビデオ作家のジェレミー・ブレイクの作品『ウィンチェスター・トリロジー』では、ハウスが作品の中心をなしており、これは2005年にサンフランシスコ近代美術館で展示された。2018年にはこの屋敷をモチーフにした映画『ウィンチェスターハウス アメリカで最も呪われた屋敷』が公開された。
コミックスでは、アラン・ムーアによる「ヴァーティゴ・コミックス」の作品『スワンプ・シング』の中でも、「ゴースト・ダンス」というタイトルの中でウィンチェスター・ハウスに基づいた幽霊屋敷が取り上げられている。この作品中の屋敷は6エーカーあり、160の個室と13のトイレ、13の暖炉と47の煙突を備える建物に描かれている。また、1970年代には『デニス・ザ・メナス』の作品中にも、デニスと両親がハウスを訪れる短い挿話が描かれていた。
また、ジョジョの奇妙な冒険の作者荒木飛呂彦と、荒木のアシスタント出身である鬼窪浩久の共作変人偏屈列伝の第5話に荒木飛呂彦原作・構成・作画にてウィンチェスター・ハウスが取り上げられている。